# Tetranychidae
Famille
Les Tetranychidae sont une famille d'acariens ectoparasites de végétaux. Selon la base de données internationale dédiée à cette famille, elle comportait en 2011 1 272 espèces reconnues.
Ils sont collectivement connus sous le nom de « tétranyques » (rarement orthographié « tétraniques »), un terme directement traduit du nom de genre Tetranychus qui signifie « à quatre griffes », du grec ancien tétra (τετρα = quatre) et onyx (όνυξ = ongle, griffe). Ils sont également parfois désignés sous l'appellation d'araignées rouges, bien qu'il ne s'agisse pas d'araignées.
Du fait de leur régime phytophage et de leur fécondité ils peuvent provoquer des dégâts importants sur les végétaux dont ils se nourrissent. Sur certaines productions agricoles ou forestières, leur impact économique peut conduire à des mesures de régulation.

## Description
Les tétranyques sont des animaux minuscules, leur taille variant de 0,2 à 0,9 mm, et sont à peine visibles à l'œil nu pour la plupart.

## Modes de vie et alimentation
Acarien se nourrissant du contenu des cellules du parenchyme et s'abritant dans de fines toiles tissées, sous la surface des feuilles matures. Développement de colonies.

## Reproduction et développement
Cycle à plusieurs stades : œuf, larve, protochrysalide (immobile), protonymphe, deutochrysalide (immobile), deutonymphe, téléiochrysalide (immobile) et adulte.
La femelle pond ses œufs translucides par dizaines. Le déterminisme sexuel est de type parthénogenèse arrhénotoque. Les œufs fécondés (2n chromosomes) donnent naissance à des femelles. À l'inverse, les œufs non fécondés (n chromosomes) donnent naissance à des mâles. Il existe cependant quelques espèces à parthénogenèse thélytoque où l'on ne rencontre que des femelles à 2n chromosomes.

## Liste des genres
Selon GBIF (3 mai 2021) :
- Acanthonychus Wang, 1982
- Afronobia Smith Meyer, 1974
- Allonychus Pritchard & Baker, 1955
- Amphitetranychus Oudemans, 1931
- Amphitetranychus Zacher, 1920
- Anaplanobia Wainstein
- Anaplonobia Wainstein, 1960
- Anatetranychus Womersley, 1940
- Aplonobia Pritchard & Baker, 1955
- Aplonobia Womersley, 1940
- Aponychus Rimando, 1966
- Atetranychus Tuttle, Baker & Abbatiello, 1974
- Atrichoproctus Flechtmann, 1967
- Augeriflechtmannia Koçak & Kemal, 2008
- Bakerina Chaudhri, 1971
- Beerella Wainstein, 1961
- Brachynychus Mitrofanov & Strunkova, 1971
- Brevinychus Smith Meyer, 1974
- Bryobia C.L.Koch, 1835
- Bryobiella Tuttle & Baker, 1968
- Bryocopsis Smith Meyer, 1974
- Chinotetranychus Ma & Yuan, 1982
- Crotonella Tuttle, Baker & Abbatiello, 1974
- Dasyobia Strunkova, 1971
- Diplonychus Auger & Flechtmann, 2003
- Dolichonobia Smith Meyer, 1974
- Duplanychus Smith Meyer, 1974
- Edella
- Eonychus Gutierrez, 1969
- Eotetranychus Oudemans, 1931
- Eremobryobia Strunkova & Mitrofanov, 1982
- Eurytetranychoides
- Eurytetranychus Oudemans, 1931
- Eutetranychus Banks, 1917
- Evertella Smith-Meyer, 1987
- Hellenychus Gutierrez, 1971
- Hemibryobia Tuttle & Baker, 1969
- Heteronychus Canestrini & Fanzago, 1876
- Hystrichonychus McGregor, 1950
- Langella Wainstein, 1961
- Lindquistiella Mitrofanov, 1976
- Magdalena Baker & Tuttle, 1994
- Marainobia Smith Meyer, 1974
- Mesobryobia Wainstein, 1956
- Metatetranychus Oudemans, 1931
- Meyernychus Mitrofanov, 1977
- Mezranobia Athias-Henriot, 1961
- Mixonychus Ryke & Meyer, 1960
- Monoceronychus McGregor, 1945
- Mononychellus Wainstein, 1971
- Myxonychus Ryke & Meyer, 1960
- Neonidulus Beard & Walter, 2010
- Neonychus Mitrofanov, 1977
- Neopetrobia Wainstein, 1956
- Neoschizonobiella Tseng, 1990
- Neotetranychus Trägårdh, 1915
- Neotrichobia Tuttle & Baker, 1968
- Notonychus Davis, 1969
- Oligonychus A.Berlese, 1886
- gen. Pritchardinychus hardinychus
- gen. Wainsteiniella nsteiniella
- gen. Reckiella  Reckiella
- Palmanychus Baker & Tuttle, 1972
- Panonychus Yokoyama, 1929
- Parabryobia Reck, 1952
- Parapetrobia Meyer & Ryke, 1959
- Paraplanobia Wainstein
- Paraplonobia Wainstein, 1960
- Paraponychus Gonzalez & Flechtmann, 1977
- Paratetranychus Zacher, 1913
- Peltanobia Smith Meyer, 1974
- Petrobia Ewing, 1909
- Petrobia Murray, 1877
- Platytetranychus Oudemans, 1931
- Polynychus Wainstein, 1960
- Porcupinychus Anwarullah, 1966
- Pritchardina Rimando, 1962
- Pseudobryobia McGregor, 1950
- Reckia Wainstein, 1960
- Rigiotetranychus Tseng, 1990
- Schizonobia Womersley, 1940
- Schizonobiella Beer & Lang, 1957
- Schizotetranychus Trägårdh, 1915
- Schmiedleinia Oudemans, 1928
- Septobia Zaher, Gomaa & El-Enany, 1982
- Sinobryobia Ma, Gao & Chen, 1990
- Sonotetranychus Tuttle, Baker & Abbatiello, 1976
- Stigmaeopsis Banks, 1917
- Strunkobia Livshitz & Mitrofanov, 1972
- Stylophoronychus Prasad, 1975
- Swarnanychus Mallik & Kumar, 1998
- Synonychus Miller, 1966
- Syonychus Miller
- Tauriobia Livshit & Mitrofanov, 1967
- Taurobia Livshitz & Mitrofanov, 1967
- Tenuipalpoides Rekk & Bagdasaryan, 1948
- Tenuipalponychus ChannaBasavanna & Lakkundi, 1977
- Tetranychopsis Canestrini, 1891
- Tetranychus Dufour, 1832
- Tetranycopsis Canestrini, 1889
- Toronobia Smith-Meyer, 1987
- Tribolonychus Zhang & Martin, 2001
- Trichonychus Gutierrez, 1968
- Xinella Ma & Wang, 1991
- Yezonychus Ehara, 1978
- Yunonychus Ma & Gao, 1985